# Valdez (Alasca)
Valdez é uma cidade localizada no estado americano de Alasca, no Distrito de Valdez-Cordova. A cidade foi fundada em 1790.
Foi a cidade mais destruída pelo Grande Terremoto do Alasca, em 1964. Em 1989, o petroleiro Exxon Valdez acidentou-se na baía da cidade, causando o maior derramamento de petróleo da história do país.

## Demografia
Segundo o censo americano de 2000, a sua população era de 4036 habitantes.
Em 2006, foi estimada uma população de 3996, um decréscimo de 40 (-1.0%).

## Geografia
De acordo com o United States Census Bureau, a localidade tem uma área de 717,6 km², dos quais 574,9 km² cobertos por terra e 142,7 km² cobertos por água.

## Localidades na vizinhança
O diagrama seguinte representa as localidades num raio de 96 km ao redor de Valdez.